# Акация
Акация (Acacia) е род цъфтящи храсти и дървета от семейство Бобови, Fabaceae. В България погрешно акация наричат белия салкъм, Robinia pseudoacacia (лъжлива акация), който е от род Robinia.

## Местообитание
Рода има около 1080 видове произхождащи от Австралия и Югоизточна Азия. В Европа се среща,  главно вида Acācia dealbāta по Средиземноморието, по черноморското крайбрежие на Кавказ и в Крим, Украйна. Отглежда се и в оранжерии във Франция и Обединеното кралство. В България практически не се среща.
Акацията не понася температури под минус 10 градуса.

## Етимология
Научното име на рода произлиза от др.гръцкото ἀκακία – името на едно от трънливите дървета, вероятно Acacia tortilis, споменати от Теофраст и Диоскорид.

## Външен вид
Акациите са сред най-бързо растящите растения. През първата година от живота им достигат височина 0,75 — 1,5 m, през втората до 2 — 2,5 m, през третата до 4 — 5 m. На възраст 12 — 15 години достига до 15 — 18 m. Интензивният растеж на дърветата спира около 25 — 30 година. Растенията над 30‑годишна възраст вече стареят, короната им изтънява, кората им се напуква.

Повечето видове образуват добра кореновата система. Цъфтежът настъпва от първата или по-често от втората година от живота им, а след това, подобно на плододаването, редовно всяка година.
Плодовете, плоски шушулки подобни на тези на фасула, узряват в края на лятото. В тях се съдържат тъмнокафяви семена, до 14 на брой.

## Симбиоза с мравки
При видът Acacia drepanolobium, мравките се заселват в раздутите и специални кухи тръни, дълбаят дупки в тях. Когато вятърът духа в дупките, направени от мравките, тръните се превръщат в свирки, които плашат животните. 

## Употреба
Аборигените в Австралия традиционно събират семената на някои видове акация като храна. Те се смилат на брашно и се консумират като хляб. Семената могат да съдържат 25% повече протеини от обикновените зърнени култури като ориз или пшеница, а твърдите им обвивки позволяват да се съхраняват добре за дълги периоди.
Акациите са нарочно въведени и засадени в Югоизточна Азия и Океания като източник на дърва за огрев и дървени въглища с добро качество (не димят), както и дървен материал за мебели и целулоза, за производство на хартия (акацията дава високи добиви на целулоза и от нея се произвежда здрава хартия). Танинът, произведен от дървото, е с добро качество. Акацията също се използва като декоративно сенчесто дърво, но в Сингапур, например, вече не се отглежда като крайпътно дърво поради голямото количество отпадъци от листа, цветя и плодове, които произвежда. В Индия дървото е култивирано за хранене на насекомото Kerria lacca, което произвежда смолист секрет, който се събира за производство на лак.

## Акациев мед
В България акациев мед се нарича меда получаван от растението бял салкъм (лъжлива акация).
Салкъма е ценен медоносен вид. От него през месеците май-юни пчелите събират нектар от който правят акациев мед. Повече мед се получава от по-стари дървета. Това е така, защото и в по-сухо време развитата и дълбоко достигаща коренова система на салкъма достига до по-влажни слоеве на почвата и така се секретират по-големи количества нектар. Растежът на салкъма е бърз.
Характерно за акациевия мед е, че не кристализира дълго време – до 2 години. Прозрачен и бледо-зеленикав на цвят е един от първите медове, които се добиват през годината в много региони на страната. Особено много салкъмови насаждения има в Северна България и по поречието на река Дунав. Отделянето на нектара от салкъмовите дървета не е константно. То зависи от температурата, като оптималната е 24 градуса и наличието на валежи, които измиват нектара. Особено неблагоприятно на цъфтежа на салкъма се отразява често наблюдаваното застудяване на времето след първоначално затопляне. В много от районите, където расте салкъм се наблюдават и слани, които повреждат цветовете.

## Други
На акациите са наречени улици в кварталите „Лозенец“ и „Бояна“ в София (Карта).